# Ángel San Casimiro Fernández

Bischofswappen von Ángel San Casimiro Fernández

Ángel San Casimiro Fernández OAR (* 16. September 1942 in Pradejón) ist ein spanischer Ordensgeistlicher und emeritierter römisch-katholischer Bischof von Alajuela in Costa Rica.

## Leben
Ángel San Casimiro Fernández trat der Ordensgemeinschaft der Augustiner-Rekollekten bei, legte am 4. September 1964 die ewige Profess ab und empfing am 3. Oktober 1965 die Priesterweihe.
Papst Johannes Paul II. ernannte ihn am 25. Juli 1995 zum ersten Bischof des mit gleichem Datum errichteten Bistums Ciudad Quesada. Der Apostolische Nuntius in Costa Rica, El Salvador und Belize, Erzbischof Giacinto Berloco, spendete ihm am 7. Oktober desselben Jahres im städtischen Stadion Carlos Ugalde in Ciudad Quesada die Bischofsweihe; Mitkonsekratoren waren Román Arrieta Villalobos, Erzbischof von San José de Costa Rica, und José Rafael Barquero Arce, Bischof von Alajuela. Als Wahlspruch wählte er Vobis enim sum episcopus, vobiscum sum christianus (Für euch bin ich Bischof, mit euch bin ich Christ).
Papst Benedikt XVI. ernannte ihn am 3. Juli 2007 zum Bischof von Alajuela. Sein mit Vollendung des 75. Lebensjahres eingereichtes Rücktrittsgesuch nahm Papst Franziskus am 1. März 2018 an.